# Troncal 11 (Venezuela)
La troncal 11 es una carretera nacional o de primer orden en Venezuela, que comunica a la Región Nororiental (Venezuela) con la Región Centroccidental en sentido este-oeste. Parte desde la población de Clarines en el Estado Anzoátegui, y atraviesa en su recorrido los estados Guárico, Aragua y Carabobo terminando en la población de Chivacoa en el Estado Yaracuy.

## Tramos
Anzoategui: La troncal 11 comienza en la población de Clarines luego de su empalme a la Troncal 9 y sigue su recorrido hacia el oeste en forma de carretera por aproximadamente 66 kilómetros hasta llegar a la frontera con el Estado Guárico. Durante su trayecto atraviesa las poblaciones de Guanape y El Valle de Guanape. Parte de la ruta de la troncal 11 utiliza el viejo tramado de la troncal 9 que comunicaba Clarines con el caserío de Aguas Calientes, actualmente este tramo está en desuso por la ampliación de la Autopista de Oriente entre los tramos Boca de Uchire - Clarines.

Antiguo tramo de la troncal 9, véase que parte de su recorrido es utilizado por la troncal 11.

Guárico: La troncal 11 continua su trayecto bordeando el extremo norte del estado y atravesando las poblaciones de San José de Guaribe, Paso Real de Macaira, Altagracia de Orituco, San Rafael de Orituco hasta llegar a la ciudad de San Juan de los Morros. La misma vía comparte parte de su recorrido con la carretera nacional Troncal 12 entre Altagracia y Paso Real.
Aragua: Dentro del Estado Aragua, la troncal 11 sigue su recorrido por otros 93 kilómetros hacia el noroeste cruzando las poblaciones de Taguay, Camatagua (donde bordea el Embalse de Camatagua) Cogollal, San Sebastián de los Reyes, Villa de Cura, San Francisco de Asís y Magdaleno. Entre los tramos Cogollal y San Sebastián, la troncal 11 se enlaza con la carretera local 5, vía importante que comunica el sector El Rodeo con las ciudades de Cúa y Charallave, además de ser un camino útil para llegar hasta Caracas desde los llanos centrales. Es importante mencionar que en el tramo San Juan de los Morros - Villa de Cura la carretera es compartida también por la troncal 2 a través de una autovía.

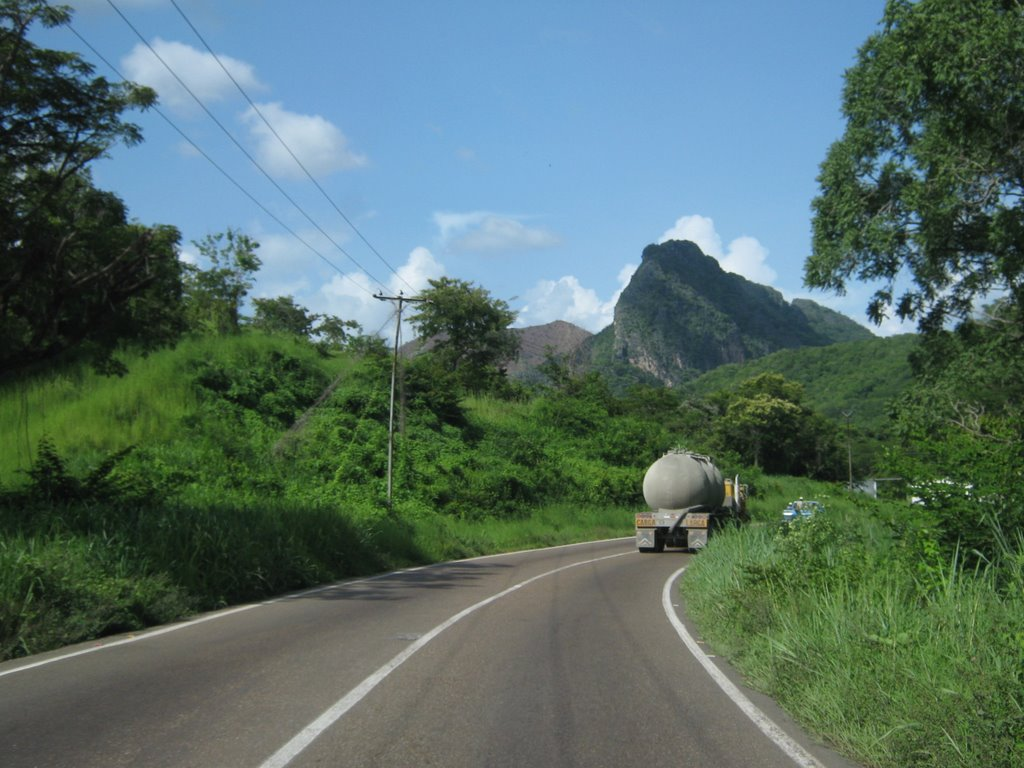
Imagen de la troncal 11 en su paso por San Sebastián de los Reyes

Carabobo: La troncal 11 se divide en 2 tramos durante su trayecto en el Estado Carabobo ya que parte de su ruta es usada por la troncal 1 y la troncal 5. En su tramo oriental, la troncal 11 comunica las poblaciones de El Milagro, Güigüe, Tacarigua y Flor Amarillo, bordeando el lado sur del Lago de Tacarigua hasta llegar a la ciudad de Valencia entrando por el extremo sureste que corresponde a la zona industrial de la ciudad. Mientras que en su tramo occidental que comienza desde el distribuidor La Encrucijada al suroeste de la del poblado de Tocuyito, la troncal 11 prosigue hacia el oeste en forma de carretera de 4 carriles conectando las poblaciones de Bejuma y Miranda en el altiplano carabobeño.
Yaracuy: La troncal 11 continua su tramado final por el Estado Yaracuy como una carretera de 4 carriles o autovía atravesando la población de Nirgua para descender a los llanos yaracuyanos cruzando en su paso el Embalse de Cumaripa, hasta llegar al Distribuidor de Chivacoa donde finaliza y conecta con la autopista Centro-occidental.

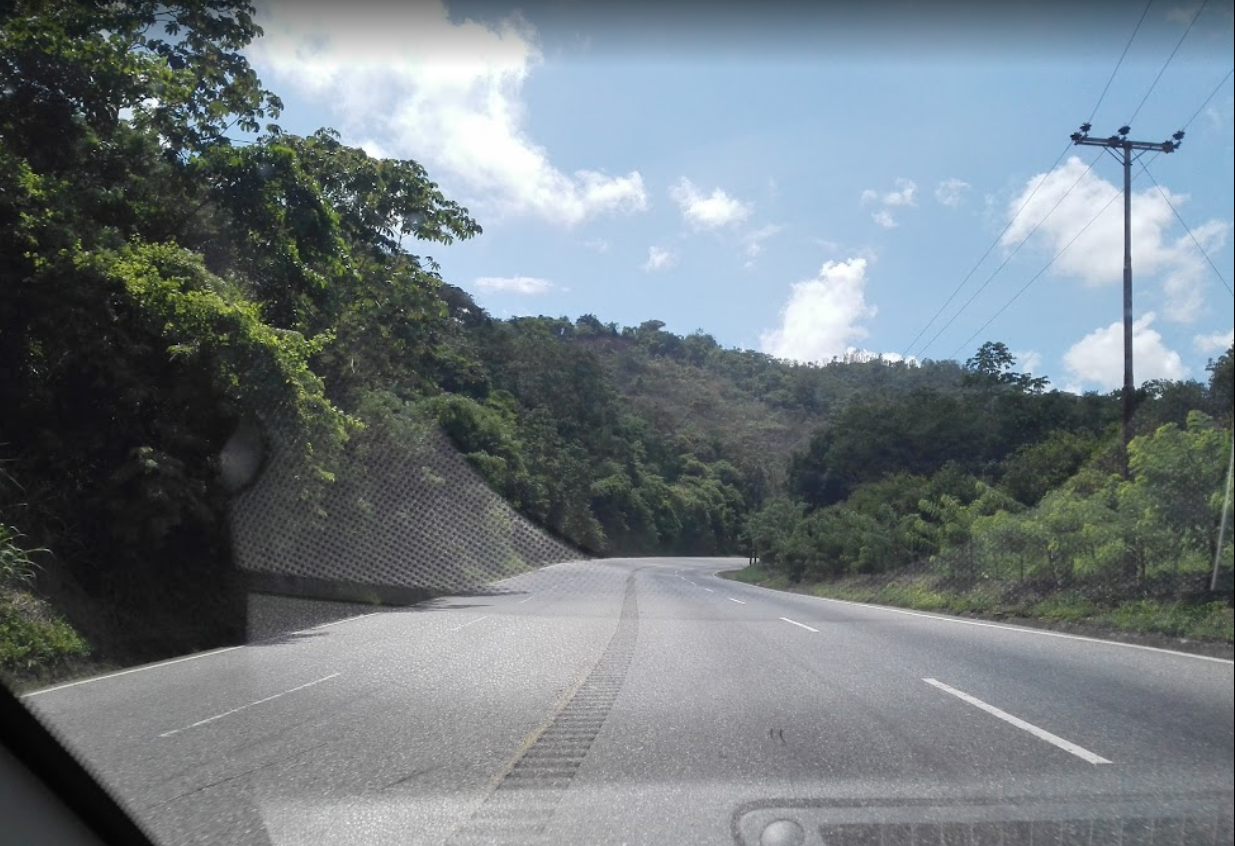
Trayecto de la troncal 11 en el estado Yaracuy entre las poblaciones de Chivacoa y Nirgua.